# Ploskovice
Ploskovice (deutsch Ploschkowitz) ist eine Gemeinde in Tschechien. Sie liegt sechs Kilometer nordöstlich von Litoměřice im Böhmischen Mittelgebirge und gehört zum Okres Litoměřice.

## Geographie
Das Dorf befindet sich im rechtselbischen Teil des Böhmischen Mittelgebirges am Ploskovický potok.
Nachbarorte sind Těchobuzice im Norden, Býčkovice im Osten, Luční Mlýn und Velký Újezd im Südosten, Trnovany und Podviní im Südwesten, Maškovice im Westen sowie Ploskovický Dvůr und Myštice im Nordwesten.

## Geschichte

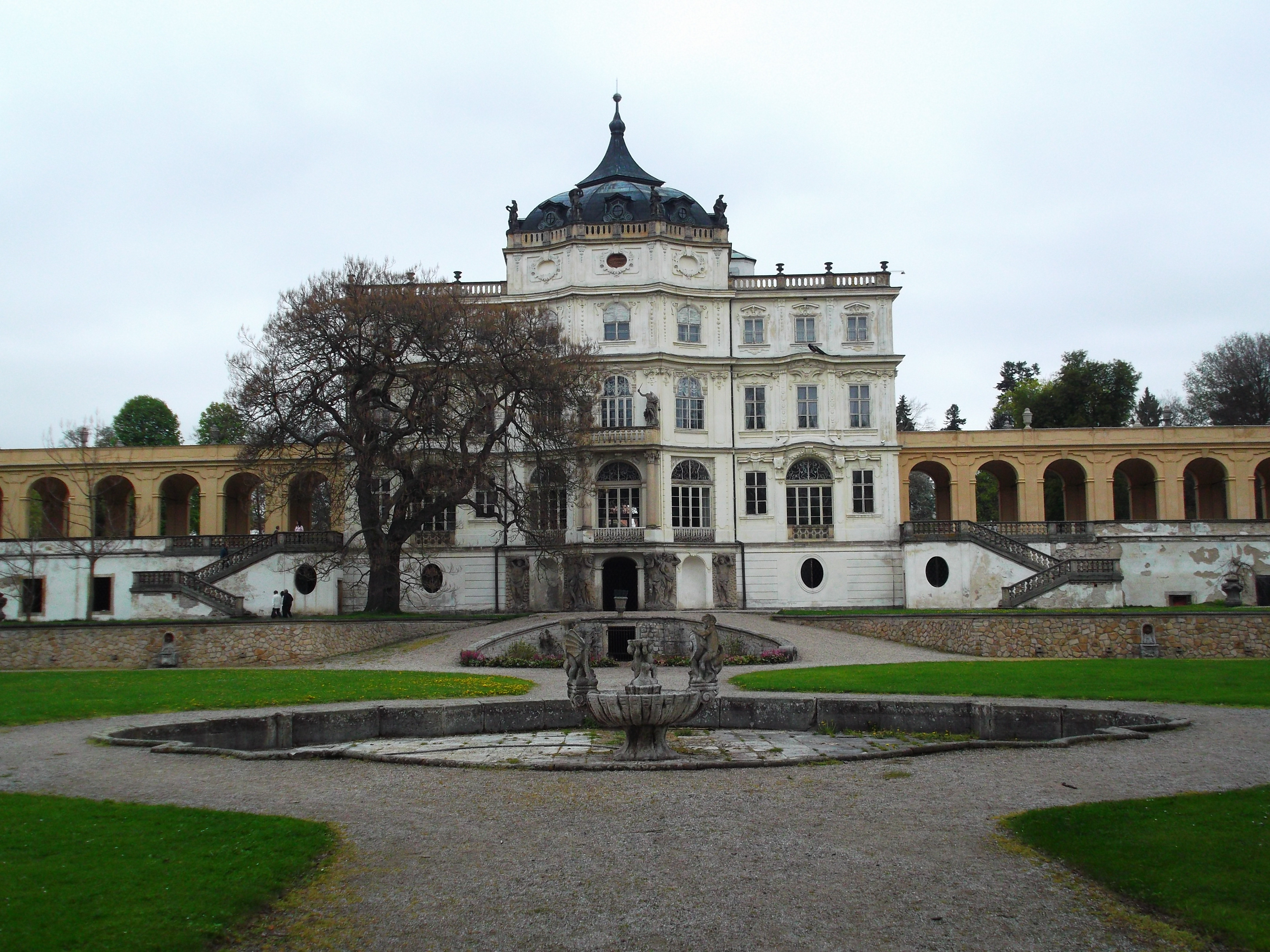
Schloss Ploskovice

Erstmals urkundlich erwähnt wurde der Ort im Jahre 1057 bei der Gründung des Domkapitels St. Stefan in Leitmeritz (Litoměřice) durch Spytihněv II. und war eines der 14 dem Domkapitel untertänigen Dörfer. 1188 gehörte das Dorf zu den Besitztümern Hroznatas, der es dem Johanniterorden überließ. In Ploskovice entstand eine Kommende, die bis 1421 bestand und beim Anmarsch des hussitischen Heeres unter Jan Žižka verlassen wurde. In den nachfolgenden Jahren war die verlassene Kommende der Schlupfwinkel des Raubritter Jeschek. Während der Hussitenkriege belehnte Kaiser Sigismund 1436 Jakoubek z Vřesovic mit Ploskovice. Seine Nachkommen, die sich Ploskovský nannten, bauten die Kommende zur Veste aus. 1496 erhoben sich die Untertanen gegen ihren Grundherren Adam Ploskovský von Drahonitz und unterstellten sich dem Ritter Dalibor von Kozojedy, der zwei Jahre später in Prag hingerichtet wurde. Sein Schicksal während der Haft im Prager Burgturm „Daliborka“ wurde in der Zeit des Nationalen Erwachens romantisiert und durch Bedřich Smetana in der Oper Dalibor verarbeitet.
In den Jahren 1545 bis 1575 erfolgte der Umbau der Feste zum Renaissanceschloss. Während des Dreißigjährigen Krieges brandschatzten verschiedene Truppen den Ort. In dieser Zeit erwarben die Adelsfamilie Schlick Ploskovice und unter Gräfin Marie Sidonie Schlick wurde das Schloss 1650 wiederaufgebaut. Sie überschuldete sich dabei und 1663 erwarb Julius Heinrich von Sachsen-Lauenburg die Herrschaft. 1689 wurde Anna Maria Franziska von Sachsen-Lauenburg Herrin auf Ploskovice. Sie ließ sich zwischen 1720 und 1725 eine neue Sommerresidenz errichten, die während ihrer getrennten Ehe mit Gian Gastone de’ Medici zu ihrem Sitz wurde. 1775 brach erneut ein Bauernaufstand aus.
1805 fiel die Herrschaft im Erbfall an den Wittelsbacher Maximilian Joseph III. von Pfalz-Zweibrücken, der 1806 mit der Annahme der bayerischen Königswürde seine Besitzungen in Böhmen an Erzherzog Ferdinand von Salzburg abtreten musste. 1816 erfolgte der Abriss des alten Schlosses. 1830 lebten in dem Dorf etwa 200 Einwohner. Zum Schlossgut gehörten Brauerei, Brennerei, Brettsäge, Mahlmühle und eine Schleiferei.

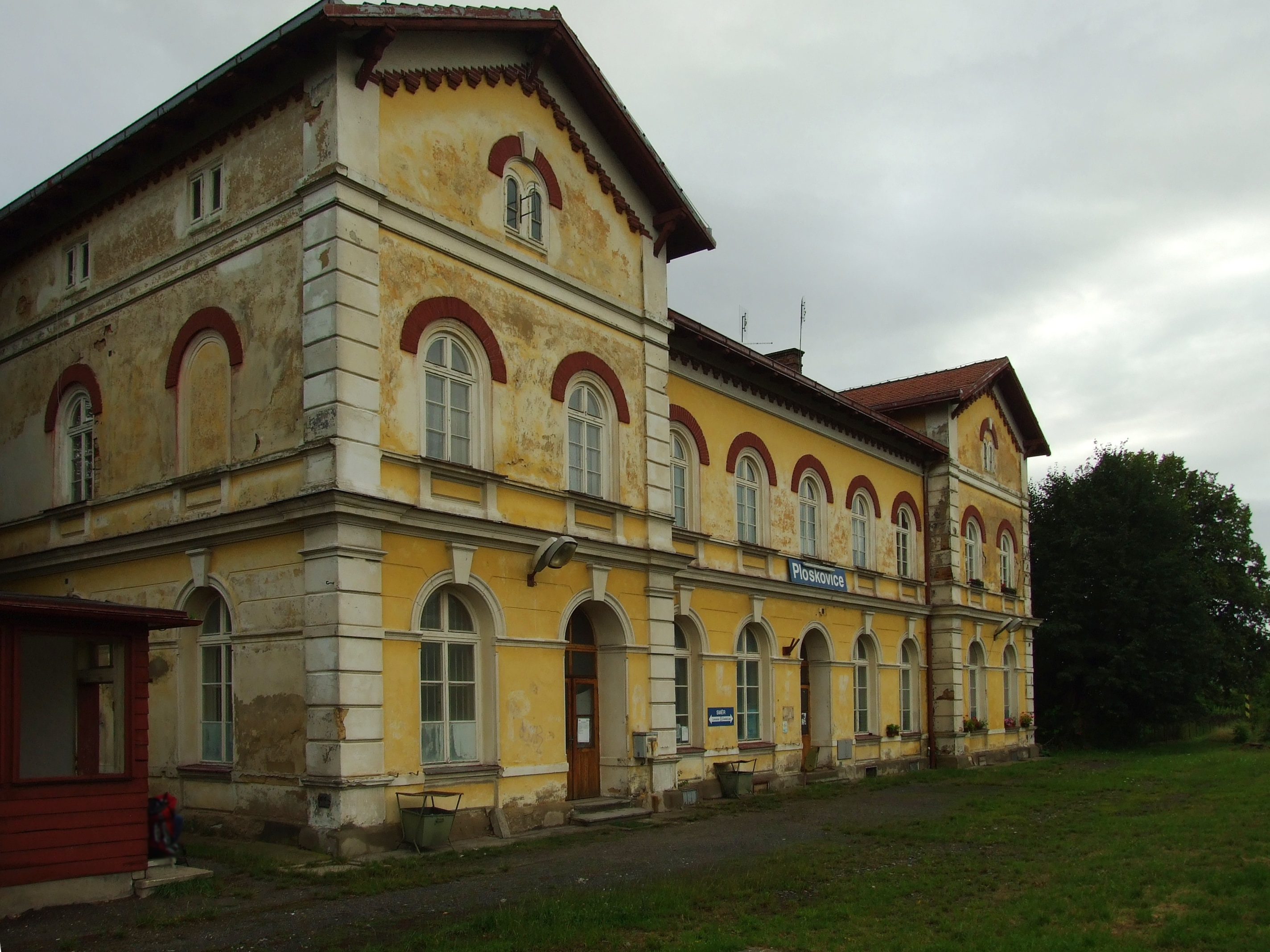
Bahnhof in Ploskovice

Nach der Ablösung der Patrimonialherrschaften wurde Ploschkowitz 1848 zu selbstständigen Gemeinde. Nach seiner Abdankung als Kaiser wurde Ferdinand I. 1849 die Verwaltung der habsburgischen Güter in Böhmen übertragen. Ferdinand, der in Reichstadt residierte, wählte Ploschkowitz zu seinem Sommersitz und ließ das Schloss um eine Etage aufstocken. Auf dem Gut, einschließlich der zugehörigen Dörfer, waren 300 Familien beschäftigt und in der Hopfenlese kamen noch etwa 500 Saisonkräfte hinzu. Anders als in den Nachbarorten bildete in Ploschkowitz die tschechische Volksgruppe die Mehrheit. 1898 erhielt Ploschkowitz mit der Betriebsaufnahme der Nordböhmischen Transversalbahn einen Eisenbahnanschluss. 1907 hatte das Dorf 407 Einwohner. Nach Ferdinands Tod fiel sein Erbe an Kaiser Franz Joseph I. und 1916 an Karl I.
Nach dem Zusammenbruch der k.u.k. Monarchie und der Ausrufung der Tschechoslowakei wurde der Besitz der Habsburger verstaatlicht. Während der Ersten Republik war das Schloss der Sitz des Außenministers und diente dann als Bezirkskinderheim. Nach dem Münchner Abkommen von 1938 wurde in Ploschkowitz eine Nationalpolitische Erziehungsanstalt für den Reichsgau Sudetenland eingerichtet. Nach dem Zweiten Weltkrieg wurde die deutsche Minderheit vertrieben. Heute ist das Schloss ein Museum.

## Ortsgliederung
Die Gemeinde Ploskovice besteht aus den Ortsteilen Maškovice (Maschkowitz), Ploskovice (Ploschkowitz), Starý Mlýnec (Alt Lenzel), Těchobuzice (Techobusitz) und Vinné (Winney). Zu Ploskovice gehören außerdem die Ortslagen Leopoldův Mlýn (Leopoldsmühl), Luční Mlýn (Wiesenmühle) und Nový Mlýnec (Neu Lenzel).
Das Gemeindegebiet gliedert sich in die Katastralbezirke Maškovice, Ploskovice, Těchobuzice und Vinné.

## Sehenswürdigkeiten
- Schloss Ploskovice mit Schlosspark, errichtet 1720–1725, die Pläne dazu wurden früher Octavio Broggio zugeschrieben, nach neueren Erkenntnissen wurde der Bau von Wenzel Spatschek zusammen mit Kilian Ignaz Dientzenhofer entworfen und von Letzterem realisiert.